# Digitális televízió Romániában
Digitális televízió Romániában – a műsorközlés és szórakoztatás korszerű módja
Romániában 2012 után hivatalosan megtörtént az analóg lekapcsolás. A műsorterjesztés formái ekkor a műholdas sugárzásra és a kábeltelevíziós műsorelosztásra tevődött át. Időközben megkezdődött a digitális földfelszíni adóhálózat kiépítése.

## Előtörténet
Romániában 1956 óta működik a televízió. A műsorszórást az analóg gerincadók végezték, például Nagyvárad a 3-as csatornán, Temesvár a 9-es csatornán, Kolozsvár a 11-es és Arad 12-es csatornán.
A televízió második műsora korlátozott helyeken volt fogható 1968-tól. A rendszerváltás utolsó éveiben Elena Ceaușescu utasítására – energiatakarékossági okokra hivatkozva – jelentősen csökkentették ezek adásidejét, a második műsort lekapcsolták.
A diktatúra bukása robbanásszerű változás hozott. 1989 decemberétől magyar nyelven is megszólalt a bukaresti televízió, 1990-től a kolozsvári stúdió magyarul, később németül is sugárzott műsort. A vidéki stúdiók sorra életre keltek: Marosvásárhely, Arad, Temesvár, Nagyvárad, Brassó, Szatmárnémeti, Székelyudvarhely, Csíkszereda, Gyergyószentmiklós, Sepsiszentgyörgy, Kézdivásárhely. 1990-ben újraindult a TVR2, a második műsor. Az akkoriban már jól hozzáférhető analóg technikára alapozva rengeteg kisvállalkozás kezdett televíziós műsorkészítésbe. 2001-től kiterjedt a kábeltelevíziós társaságok műsorválasztéka is (UPC, RCS& RDS és Digi). A román televízió adása 2002 után felkerült műholdra (Hellas 2).
A stúdiómunkák digitális formában készültek.
A Médiatudományi Könyvtár adatai szerint Sepsiszentgyörgy a 38-as csatornán önálló műsort sugárzott. Ennek már nem látszik jele; Sepsiszentgyörgyöt a Bucsecs 2495 méteres csúcsa (a Coştila) látja el műsorral (délebbre van még Brassótól is).
Az önálló Erdélyi Magyar Televízió a digitális átállással elvesztette földfelszíni terjesztését; jelenleg csak kábelen és műholdon nézhető.

## A DVB adások kezdetei
Az első digitális földfelszíni adók DVB-T szabvány szerint működtek 2005 után, amikor a digitális átállásra vonatkozó törvény megjelent. Erre a célra új adó épült Bukarestben (București-Herăstrău) a RADIOCOM tornyában az 54-es és 59-es csatornán, a PRO-TV műsorával a 31-es csatornán, valamint Nagyszebennél a Păltiniș (Szebenjuharos) csúcsán a 47-es csatornán. 2008-tól megkezdődött a második digitális multiplex kiépítése; az említetteken kívül a București-Piața Sudulu adótornyon is.
2006-tól a harmadik multiplexet is elindították Bukarestben a Piața Charles de Gaulle adótornyon. A második multiplex csatornái: (59-es csatorna Bukarest, 47-es csatorna Nagyszeben): TVR 3, TVR Cultural, Kanal D, Prima TV, Money Channel, Music Channel, Antena 3 (Bukarest) és Antena 1 (Nagyszeben)
Az analóg adások legtöbbjét már lekapcsolták. 2017-re az alábbiak maradtak:
| Localitate                 | helyszín                  | csatorna | műsor         |
| -------------------------- | ------------------------- | -------- | ------------- |
| Agnita                     | Szentágota                | E7       | TVR 1         |
| Bistriţa                   | Beszterce                 | E34      | TV Bistriţa   |
| Bistriţa                   | Beszterce                 | E37      | Naţional TV   |
| Bistriţa                   | Beszterce                 | E38      | Pro TV        |
| Bistriţa                   | Beszterce                 | E56      | AS-TV         |
| Beiuș, Piața Samuil Vulcan | Belényes                  | E22      | Naţional TV   |
| Bihor, Curcubăta Mare      | Nagy-Bihar                | E8       | TVR 1         |
| Baia Mare                  | Nagybánya                 | E7       | Realitatea TV |
| Bucegi, Coștila            | Bucsecs                   | E6       | TVR 1         |
| Cluj-Napoca, Feleac        | Kolozsvár, Feleki tető    | E11      | TVR 1         |
| Cluj-Napoca                | Kolozsvár                 | E8       | TVR 2         |
| Iași Pietrarie             | Jászvásár                 | E9       | TVR 1         |
| Miercurea Ciuc             | Csíkszerda                | E7       | Prima TV      |
| Sfântu Gheorghe            | Sepsiszentgyörgy          | E11      | Antena 1      |
| Sibiu, Păltiniș            | Nagyszeben, Szebenjuharos | E7       | TVR 1         |
| Târgu Mureș                | Marosvásárhely            | E7       | Prima TV      |
| Văratec                    |                           | E7       | TVR 1         |

Legújabb információk értelmében 2018 májusában az utolsó analóg tévéadókat is lekapcsolták.

## A DVB-T2 hálózat kiépítése

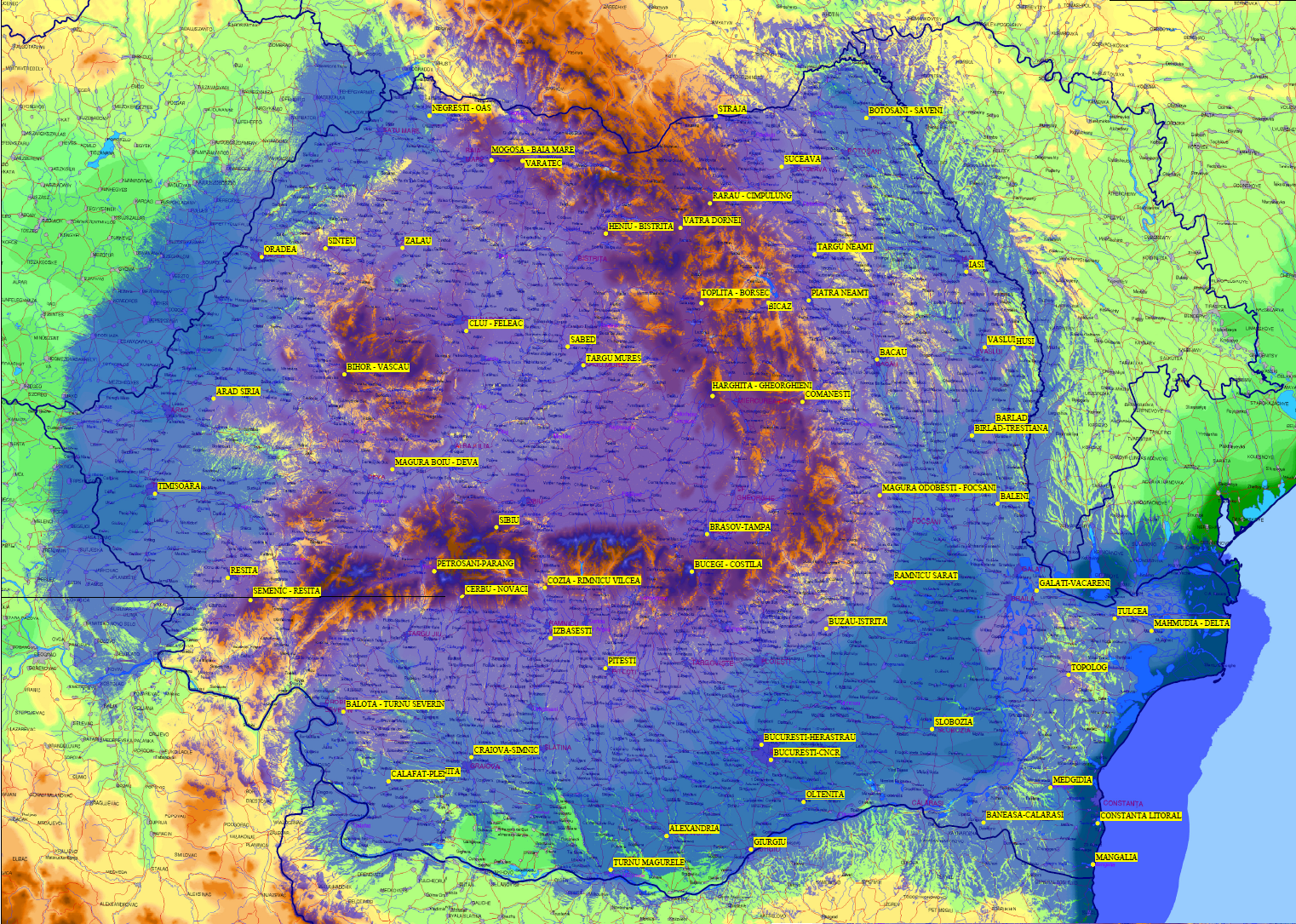
DVB-T2 ellátottság 2016 decemberében

Az analóg műsorsugárzáson túllépett a történelem, a DVB-T szabvány helyébe új lépett, ugyanakkor Románia adóhálózata még erősen hiányos volt. A hétköznapi emberek számára drága volt a műholdas adások vétele. Ezt kihasználva rohamosan törtek előre a kábelszolgáltatók. Látva a helyzet gyöngeségeit Románia kormánya olyan lépésre szánta el magát, amellyel az addig fejlettebb Magyarországot is megelőzte: 2012-ben deklarálták a DVB-T2 szabványra való áttérést. Előnyös gazdasági helyzetben döntöttek: kevés DVB-T adóállomás, illetve vevőkészülék üzemelt még: megfelelő időpont mutatkozott az új szabvány bevezetésére.
A döntés értelmében az első multiplexnek 2016-ra le kellett fednie az egész országot, és 2017 májusától el kell kezdeni a második multiplex adóhálózatának kiépítését. Sorrendben a MUX1-et a MUX2, a MUX4, a MUX3, végül a MUX5 követi. A MUX5 a VHF sávot használja majd, ahol működnek még analóg adók, ezért maradt a végére.

### A műsorválaszték
Az első multiplexnek ingyenesnek kell lennie (free to air). Rendelkeznie kell teletext és EPG (elektronikus műsorújság) szolgáltatással, és alkalmasnak kell lennie a nagyfelbontású (HD) képminőség továbbítására.
Az első DVB-T2 multiplex szerkezete:
Országos csatornák: TVR 1, TVR 2, TVR 3
regionális csatornák: TVR Cluj, TVR Iași, TVR Craiova, TVR Timișoara, TVR Tîrgu Mureș,
TVR HD (a TV HD leginkább az első műsort sugározza jó minőségben).
A Iași megyei terület (Moldva) önálló regionális multiplexet kapott, amely Piatra Neamț (Karácsonkő) területén működik.

### A technikai háttér
Az adóhálózat elemeit egységes forrásból rendelték meg; valamennyit a Kathrein-Werke AG. szolgáltatótól.

### A területi beosztás tervei
Abból kiindulva, hogy egy-egy megyén belül a domborzati viszonyok általában egységesek, olyan zónákra osztották fel az országot, ahol a tévéadók a megyeszékhelyet, vagy annak környékét látják el műsorral.
Románia földrajzi adottságai eltérnek Magyarországétól. Nálunk A Kékes, a Kabhegy és a Mecsek elegendően kiemelkedő sugárzási helyek ahhoz, hogy az alföldi részeken is jó vételt biztosítsanak. Ilyen Romániában igen sok helyen rendelkezésre áll. Azonban a fentiekhez hasonlóan létesítettek olyan sugárzási helyeket is, amely nem köthető valamely megyéhez. Ilyen a Csicsói-Hargita (Hargitafürdő), a Nagy-Bihar csúcsa, a Lápos Bákó felett, vagy Gyergyószentmiklós felett a borszéki adótorony. Jellemző például Besztece, ahol a városban analóg adók működnek, a DVB-T2 adót viszont hegyre építették (Nagy-Henye). A kolozsvári adót hegygerincre telepítették (Feleki tető), így észak (Kolozsvár) és dél felé (Torda) is képes sugározni. Az adótornyok a földrajzi adottságoknak megfelelően helyezkednek el.
Az egymáshoz közeli adóberendezések többnyire Single-frequrncy network (szinkron) üzemben működnek, például a Zilah környéki két adó; a Meszes és Dés, vagy Beszterce és Vatra Dornei, Nagyvárad és Sólyomkővár (Șinteu), illetve Temesvár-Magyarmedves és Arad-Világos; legtöbbjük az 1-es multiplexen.
| Nr crt | Localitate                        | Hely                                    | MUX 1 | MUX 2  | MUX 3  | MUX 4  | MUX 5 |
| ------ | --------------------------------- | --------------------------------------- | ----- | ------ | ------ | ------ | ----- |
| 1      | Constanța, Litoral                | Konstanca                               | 30    | 44     | 48     | 21     | 10    |
| 2      | Călărași                          |                                         | 36    | 46     | 47     | 31     | 7     |
| 3      | București, Beceni, Herăstrău      | Bukarest                                | 30    | 37     | 32     | 34     | 8     |
| 4      | Alexandria                        |                                         | 42    | 33     | 35     | 31     | 6     |
| 5      | Craiova, Șimnic                   |                                         | 28    | 37     | 39     | 34     | 8     |
| 6      | Calafat, Pleniţa                  |                                         | 21    | 33     | 35     | 27     | 5     |
| 7      | Reșița Semenic, Piatra Goznei     | Resicabánya                             | 44    | 36     | 38     | 34     | 9     |
| 8      | Turnu Severin, Balota             | Szörénytornya                           | 40    | 25     | 47     | 31     | 6     |
| 9      | Petroșani, Parâng                 | Petrozsény                              | 29    | 36     | 38     | 22     | 9     |
| 10     | Râmnicu Vâlcea, Izbășești         |                                         | 27    | 23     | 26     | 46     | 5     |
| 11     | Ploiești, Strejnic (Coștila)      |                                         | 22    | 41     | 39     | 21     | 10    |
| 12     | Buzău, Buzău-Istrița              | Bodzavásár                              | 28    | 44     | 27     | 45     | 5     |
| 13     | Galați RR (Băleni)                | Galac                                   | 24    | 29     | 26     | 33     | 6     |
| 14     | Tulcea, Topolog                   | Tulcsa                                  | 38    | 41     | 32     | 35     | 9     |
| 15     | Brașov Tâmpa                      | Brassó (Cenk)                           | 34    | 29     | 42     | 35     | 6     |
| 16     | Sibiu, Gușterița                  | Nagyszeben, Szenterzsébet               | 37    | 28     | 47     | 43     | 7     |
| 17     | Deva, Nucet Releu telecomunicaţii | Déva (Kozolya felett)                   | 21    | 23     | 32     | 45     | 10    |
| 18     | Făget-Coşeviţa                    | Facsád - Kiskossó                       | 28    | 33     | 26     | 42     | 5     |
| 19     | Timișoara, Rudicica - Urseni      | Temesvár (Ruzicskatelep – Magyarmedves) | 21    | 39(46) | 27     | 47     | 8     |
| 20     | Arad Șiria                        | Arad (Világos)                          | 21    | 39     | 35     | 47(34) | 8     |
| 21     | Oradea                            | Nagyvárad                               | 44    | 25     | 27     | 45     | 5     |
| 22     | Bihor                             | Nagy-Bihar                              | 30    | 36     | 56(22) | 43     | 7     |
| 23     | Cluj-Napoca                       | Kolozsvár (Erdőfelek)                   | 26    | 33     | 31     | 42     | 9     |
| 24     | Târgu Mureș, Platoul Corneşti     | Marosvásárhely (Somos-tető)             | 24    | 25     | 27     | 36     | 5     |
| 25     | Gheorgheni (Borsec)               | Gyergyószentmiklós (Borszék)            | 32    | 33     | 31     | 39     | 8     |
| 26     | Piatra Neamț, Pietricica          | Karácsonkő                              | 26    | 30     | 27     | 48     | 10    |
| 27     | Bacău                             | Bákó                                    | 39    | 41     | 35     | 45     | 5     |
| 28     | Iași, Breazu, Pietraria           | Jászvásár                               | 43    | 25     | 58(44) | 34     | 9     |
| 29     | Botoșani (Săveni)                 | Botosány (Szövén)                       | 31    | 54(28  | 35     | 45     | 6     |
| 30     | Suceava, Mihoveni                 | Szucsáva                                | 38    | 41     | 46     | 42     | 7     |
| 31     | Bistrița (Heniul Mare)            | Beszterce (Nagy-Henye)                  | 40    | 34     | 22     | 48     | 6     |
| 32     | Sighet (Dobăieş)                  | Máramarossziget                         | 32    | 25     | 26     | 43     | 5     |
| 33     | Zalău, Meseş                      | Zilah (Meszes)                          | 30    | 23     | 35     | 39     | 8     |
| 34     | Satu Mare, Mogoșa                 | Szatmárnémeti (Kányaháza)               | 21    | 37     | 47     | 28     | 8     |
| 35     | Focșani, Măgura Odobeşt           | Foksány                                 | 38    | 25     | 50(32) | 21     | 9     |
| 36     | Comănești, Lapoş                  | Kománfalva                              | 40    | 23     | 37     | 36     | 7     |

| Nr crt | Localitate        | Hely            | MUX 1 | MUX 2 | MUX 3 | MUX 4 | MUX 5 |
| ------ | ----------------- | --------------- | ----- | ----- | ----- | ----- | ----- |
|        | Harghita-Ciceului | Csicsói-Hargita | 32    | 33    | 39    | -     | -     |

A szócikk a román megfelelője alapján készült Televiziunea digitală terestră în România a források legtöbbjét az eredeti cikk sorolja fel.